# صفوان بن يحيى البجالي
صفوان بن يحيى البجلي من أصحاب ثلاثة إمام للشيعة وهم محمد الجواد وعلي الرضا وموسى الكاظم.يصفه الشيخ الطوسي  وأحمد بن علي النجاشيبأنه من أكثر رواة الأحاديث موثوقية.يقال  أن صفوان كان يعرض مائة وخمسين ركعة في الليل ويصوم ثلاثة أشهر كل عام.

## تقواه
يقال أن رجلاً طلب منه ذات يوم أن يحمل له دينارين ويسلمهما إلى أهله في الكوفة.قال صفوان: «جمالي مستأجرة وعليّ أخذ إذن المستأجرين». ويقال أيضاً أنه وعد اثنين من أصدقائه الأتقياء أنهما إذا ماتا قبله، فإنه سيفعل لهما ما يفعلانه لأنفسهما من الأعمال الصالحة والصدقة، طالما هو على قيد الحياة وفعل ذلك.

## فقهه
يُعرف صفوان بأنه أحد الفقهاء المشهورين في عصره.وقد ألف نحو ثلاثين كتاباً  من بينها كتب الوضوء والصلاة والصوم والحج والزكاة والزكاة والطلاق والالتزامات والتوصيات والشراء والبيع وتحرير العبيد وإدارتها والبشارة وغيرها.توفي عام 210 هـ بالمدينة المنورة ودفن في البقيع.

## أنظر أيضا
- محمد الجواد
- علي الرضا
- موسى الكاظم